# Africallagma sinuatum
Africallagma sinuatum – gatunek ważki z rodziny łątkowatych (Coenagrionidae). Występuje w Afryce na południe od równika – od Demokratycznej Republiki Konga i Tanzanii na południe po RPA.
W RPA imago lata od grudnia do końca kwietnia. Długość ciała 33–34 mm. Długość tylnego skrzydła 20,5 mm.